# WISH (T-SQUAREのアルバム)
『WISH』（ウィッシュ）は、T-SQUARE49枚目のオリジナル・アルバム。2022年5月18日にリリース。

## 解説
スクェア49枚目のオリジナル・アルバム。
伊東たけしと坂東慧によるユニット形態「T-SQUARE alpha」として初のアルバム。
楽曲は坂東慧が7曲、元メンバーの河野啓三が2曲提供。
エンジニアにはニラジ・カジャンチが起用され、レコーディングは彼の所有するNK SOUND TOKYOで行われた。
演奏にはバンド形態時代からサポートとして携わってきた田中晋吾と佐藤雄大、白井アキト、ユニット形態になってからライブに帯同しているYUMA HARAと森光奏太などに加えて、ジャズギタリストの渡辺香津美やスクェアとも関わりの深い是方博邦、ホーンセクションにエリック・ミヤシロ、西村浩二、中川英二郎、半田信英、そして元メンバーの本田雅人と松本圭司がゲストとして参加している。
本田は2001年のアルバム『BRASIL』への楽曲提供以来21年ぶり、松本は2002年の企画アルバム『Vocal2』への参加以来20年ぶりのスクェア参加となった。
3曲目「Trial Road」は、坂東がリズム&ドラム・マガジン主催の「第20回誌上ドラム・コンテスト『MILESTONE』」に課題曲として書き下ろした楽曲。
CD発売に先駆けて、音楽配信サイトmoraでは4月18日からアルバム全曲がAAC・FLAC・DSDの3形態で独占先行配信された。
2枚組で、Blu-rayが付属。特典映像視聴URLが同梱されている。
アナログLPも同時発売。バーニー・グランドマンによるカッティングで180g重量盤。バーニー・グランドマンは本作でもCD盤のマスタリングも手がけている。
本作でも曲順がCDと異なっている。

## 収録曲
SACD Hybrid盤
1. 晴れのち晴れ - 坂東慧作曲
2. Magical Hour - 坂東慧作曲
3. Trial Road - 坂東慧作曲
4. Good For You - 河野啓三作曲
5. Lady "S" の初恋 - 坂東慧作曲
6. Freaky Rats - 河野啓三作曲
7. Lover's Beat - 坂東慧作曲
8. Smile on the hill - 坂東慧作曲
9. As you wish! - 坂東慧作曲

LP盤
A面
1. Lover's Beat - 坂東慧作曲
2. Smile on the hill - 坂東慧作曲
3. Magical Hour - 坂東慧作曲
4. Lady "S" の初恋 - 坂東慧作曲
5. Trial Road - 坂東慧作曲

B面
1. 晴れのち晴れ - 坂東慧作曲
2. Freaky Rats - 河野啓三作曲
3. Good For You - 河野啓三作曲
4. As you wish! - 坂東慧作曲

ホーン編曲は本田雅人。

## ミュージシャン
（出典）
| EWI：Takeshi Ito      |
| Drums：Satoshi Bandoh |
|                       |
| Guitar：YUMA HARA     |
| Bass：Shingo Tanaka   |
| Keyboard：Yudai Sato  |

| Sax：Takeshi Ito        |
| Drums：Satoshi Bandoh   |
|                         |
| Guitar：YUMA HARA       |
| Bass：Sota Morimitsu    |
| Keyboard：Akinori Handa |

| Sax：Takeshi Ito          |
| Drums：Satoshi Bandoh     |
|                           |
| Guitar：YUMA HARA         |
| Bass：Sota Morimitsu      |
| Keyboard：Keiji Matsumoto |

| Brass | - (Masato Honda(Sax)・Eric Miyashiro(Tp) - Koji Nishimura(Tp)・Nobuhide Handa(Tb)) |

| Sax：Takeshi Ito      |
| Drums：Satoshi Bandoh |
|                       |
| Guitar：YUMA HARA     |
| Bass：Shingo Tanaka   |
| Keyboard：Yudai Sato  |

| Sax：Takeshi Ito          |
| Drums：Satoshi Bandoh     |
|                           |
| Guitar：Hirokuni Korekata |
| Bass：Sota Morimitsu      |
| Keyboard：Yudai Sato      |

| EWI：Takeshi Ito                |
| Drums：Satoshi Bandoh           |
|                                 |
| Guitar：Kazumi Watanabe (Guest) |
| Bass：Shingo Tanaka             |
| Keyboard：Akito Shirai          |

| EWI：Takeshi Ito        |
| Drums：Satoshi Bandoh   |
|                         |
| Guitar：Kazuma Sotozono |
| Bass：Sota Morimitsu    |
| Keyboard：Akito Shirai  |

| EWI：Takeshi Ito          |
| Drums：Satoshi Bandoh     |
|                           |
| Guitar：Kazuma Sotozono   |
| Bass：Shingo Tanaka       |
| Keyboard：Keiji Matsumoto |

| Brass | - (Masato Honda(Sax)・Eric Miyashiro(Tp) - Koji Nishimura(Tp)・Eijiro Nakagawa(Tb)) |

| Sax：Takeshi Ito          |
| Drums：Satoshi Bandoh     |
|                           |
| Guitar：YUMA HARA         |
| Bass：Taiki Tsuyama       |
| Keyboard：Akito Shirai    |
| Sax：Masato Honda (Guest) |

| Brass | - (Masato Honda(Sax) - Eric Miyashiro(Tp) - Koji Nishimura(Tp) - Eijiro Nakagawa(Tb)) |

## チャート成績
- 日本ゴールドディスク大賞 第37回（2022年度） インストゥルメンタル・アルバム・オブ・ザ・イヤー[9]